# İlbank Gençlik ve Spor Kulübü 2014-2015
Questa voce raccoglie le informazioni riguardanti l'İlbank Gençlik ve Spor Kulübü nella stagione 2014-2015.

## Organigramma societario
Area direttiva
- Presidente: Mehmet Turgut Dedeoğlu

Area tecnica
- Allenatore: Burhan Canbolat
- Secondo allenatore: Fatih Işıldar
- Assistente allenatore: Barış Topçu
- Scoutman: Barış Topçu

## Rosa
| N° | Nome              | Ruolo | Data di nascita  | Nazionalità sportiva |
| -- | ----------------- | ----- | ---------------- | -------------------- |
| 2  | Ceren Cihan       | L     | 3 febbraio 1991  | Turchia              |
| 3  | Sinem Karamuk     | C     | 25 febbraio 1986 | Turchia              |
| 4  | Ferda Bulut       | S     | 3 gennaio 1984   | Turchia              |
| 5  | Bojana Živković   | P     | 29 marzo 1988    | Serbia               |
| 6  | Selin Toy         | C     | 13 luglio 1993   | Turchia              |
| 7  | Zülfiye Derinbay  | P     | 30 dicembre 1982 | Turchia              |
| 8  | Buse Ünal         | P     | 29 luglio 1997   | Turchia              |
| 9  | Regan Hood        | S     | 10 agosto 1983   | Stati Uniti          |
| 10 | Seval Yılmaz      | L     | 27 gennaio 1991  | Turchia              |
| 11 | Ezgi Dağdelenler  | S     | 3 novembre 1993  | Turchia              |
| 12 | Gözde Dal         | C     | 23 marzo 1988    | Turchia              |
| 14 | Sibel Küçük       | O     | 18 agosto 1987   | Turchia              |
| 16 | Mariana Diaconiţa | S     | 19 agosto 1986   | Turchia              |
| 17 | Jelena Alajbeg    | O     | 1º ottobre 1989  | Croazia              |
| 18 | Ebru Mandacı      | C     | 8 febbraio 1993  | Turchia              |

## Mercato
| Acquisti | Acquisti          | Acquisti  | Acquisti   |
| R.       | Nome              | da        | Modalità   |
| -------- | ----------------- | --------- | ---------- |
| L        | Ceren Cihan       | Halkbank  | definitivo |
| C        | Gözde Dal         | Bursa BB  | definitivo |
| S        | Sibel Küçük       | Ataşehir  | definitivo |
| C        | Ebru Mandacı      | Çanakkale | definitivo |
| S        | Mariana Diaconiţa | inattiva  | definitivo |

| Cessioni | Cessioni          | Cessioni     | Cessioni   |
| R.       | Nome              | a            | Modalità   |
| -------- | ----------------- | ------------ | ---------- |
| S        | Meliha İsmailoğlu | Fenerbahçe   | definitivo |
| C        | Gamze Gülcan      | Çanakkale    | definitivo |
| L        | Songül Dikmen     | -            | ritirata   |
| C        | Aslıhan Sinanoğlu | İdman Ocağı  | definitivo |
| C        | Ebru Mandacı      | Maltepe      | definitivo |
| S        | Ferda Bulut       | Balıkesir BB | definitivo |

## Risultati

### Voleybol 1. Ligi

#### Regular season

##### Andata
| 1ª giornata - 29 ottobre 2014 Başkent Voleybol Salonu, Ankara         | İlbank      | 2 - 3 | İdman Ocağı | 24-26, 21-25, 27-25, 25-19, 10-15 |
| 2ª giornata - 22 dicembre 2014 Cengiz Göllü Kapalı Spor Salonu, Bursa | Bursa BB    | 3 - 2 | İlbank      | 25-23, 22-25, 21-25, 25-22, 15-9  |
| 3ª giornata - 5 novembre 2014 Başkent Voleybol Salonu, Ankara         | İlbank      | 1 - 3 | Eczacıbaşı  | 22-25, 21-25, 25-21, 16-25        |
| 4ª giornata - 8 novembre 2014 TVF 50. Yıl Spor Salonu, Istanbul       | VakıfBank   | 3 - 0 | İlbank      | 28-26, 25-12, 25-20               |
| 5ª giornata - 15 novembre 2014 Cengiz Göllü Kapalı Spor Salonu, Bursa | Nilüfer     | 3 - 1 | İlbank      | 25-16, 25-19, 23-25, 25-19        |
| 6ª giornata - 22 novembre 2014 Başkent Voleybol Salonu, Ankara        | İlbank      | 3 - 0 | Yeşilyurt   | 25-20, 25-15, 25-20               |
| 7ª giornata - 29 novembre 2014 Burhan Felek Spor Salonu, Istanbul     | Fenerbahçe  | 3 - 0 | İlbank      | 25-21, 25-21, 25-23               |
| 8ª giornata - 2 dicembre 2014 Başkent Voleybol Salonu, Ankara         | İlbank      | 2 - 3 | Beşiktaş    | 22-25, 25-22, 25-21, 21-25, 13-15 |
| 9ª giornata - 6 dicembre 2014 Anafartalar Spor Salonu, Çanakkale      | Çanakkale   | 3 - 1 | İlbank      | 25-23, 24-26, 25-23, 25-16        |
| 10ª giornata - 13 dicembre 2014 Başkent Voleybol Salonu, Ankara       | İlbank      | 2 - 3 | Sarıyer     | 22-25, 25-18, 27-29, 19-25        |
| 11ª giornata - 20 dicembre 2014 Burhan Felek Spor Salonu, Istanbul    | Galatasaray | 3 - 1 | İlbank      | 25-15, 25-17, 15-25, 25-20        |

##### Ritorno
| 12ª giornata - 11 gennaio 2015 Trabzon 19 Mayıs Spor Salonu, Trebisonda     | İdman Ocağı | 3 - 1 | İlbank      | 25-18, 25-16, 22-25, 25-16        |
| 13ª giornata - 18 gennaio 2015 Başkent Voleybol Salonu, Ankara              | İlbank      | 3 - 2 | Bursa BB    | 24-26, 25-21, 24-26, 25-22, 17-15 |
| 14ª giornata - 25 gennaio 2015 Eczacıbaşı Spor Salonu, Istanbul             | Eczacıbaşı  | 3 - 0 | İlbank      | 25-10, 25-14, 25-12               |
| 15ª giornata - 1 febbraio 2015 Başkent Voleybol Salonu, Ankara              | İlbank      | 1 - 3 | VakıfBank   | 25-23, 16-25, 14-25, 20-25        |
| 16ª giornata - 8 febbraio 2015 Başkent Voleybol Salonu, Ankara              | İlbank      | 3 - 1 | Nilüfer     | 25-19, 26-24, 22-25, 25-22        |
| 17ª giornata - 15 febbraio 2015 Yeşilyurt Spor Salonu, Istanbul             | Yeşilyurt   | 0 - 3 | İlbank      | 17-25, 13-25, 23-25               |
| 18ª giornata - 22 febbraio 2015 Başkent Voleybol Salonu, Ankara             | İlbank      | 0 - 3 | Fenerbahçe  | 16-25, 18-25, 21-25               |
| 19ª giornata - 1 marzo 2015 BJK Akatlar Arena, Istanbul                     | Beşiktaş    | 0 - 3 | İlbank      | 21-25, 25-27, 10-25               |
| 20ª giornata - 8 marzo 2015 Başkent Voleybol Salonu, Ankara                 | İlbank      | 1 - 3 | Çanakkale   | 25-15, 23-25, 21-25, 15-25        |
| 21ª giornata - 15 marzo 2015 Bahçeköy Orman Fakültesi Spor Salonu, Istanbul | Sarıyer     | 2 - 3 | İlbank      | 25-17, 22-25, 24-26, 25-17, 9-15  |
| 22ª giornata - 22 marzo 2015 Başkent Voleybol Salonu, Ankara                | İlbank      | 1 - 3 | Galatasaray | 25-18, 24-26, 22-25, 21-25        |

#### Play-out
| 1ª giornata - 27 marzo 2015 Sakarya Spor Salonu, Sakarya           | İlbank    | 3 - 0 | Beşiktaş  | 25-20, 25-23, 25-20              |
| 2ª giornata - 28 marzo 2015 Sakarya Spor Salonu, Sakarya           | Yeşilyurt | 0 - 3 | İlbank    | 18-25, 15-25, 8-25               |
| 3ª giornata - 29 marzo 2015 Sakarya Spor Salonu, Sakarya           | Çanakkale | 2 - 3 | İlbank    | 21-25, 19-25, 25-19, 27-25, 8-15 |
| 4ª giornata - 3 aprile 2015 Cengiz Göllü Kapalı Spor Salonu, Bursa | İlbank    | 3 - 2 | Çanakkale | 25-22, 25-21, 21-25, 20-25, 15-7 |
| 5ª giornata - 4 aprile 2015 Cengiz Göllü Kapalı Spor Salonu, Bursa | İlbank    | 3 - 0 | Yeşilyurt | 25-18, 28-26, 25-18              |
| 6ª giornata - 5 aprile 2015 Cengiz Göllü Kapalı Spor Salonu, Bursa | Beşiktaş  | 0 - 3 | İlbank    | 22-25, 17-25, 21-25              |

## Statistiche

### Statistiche di squadra
| Competizione     | Punti | In casa | In casa | In casa | In trasferta | In trasferta | In trasferta | Totale | Totale | Totale |
| Competizione     | Punti | G       | V       | P       | G            | V            | P            | G      | V      | P      |
| ---------------- | ----- | ------- | ------- | ------- | ------------ | ------------ | ------------ | ------ | ------ | ------ |
| Voleybol 1. Ligi | 21,1  | 11      | 3       | 8       | 11           | 3            | 8            | 28     | 12     | 16     |
| Totale           | -     | 11      | 3       | 8       | 11           | 3            | 8            | 28     | 12     | 16     |

G = partite giocate; V = partite vinte; P = partite perse

### Statistiche dei giocatori
| Giocatore      | Campionato | Campionato | Campionato | Campionato | Campionato | Totale | Totale | Totale | Totale | Totale |
| Giocatore      | P          | PT         | AV         | MV         | BV         | P      | PT     | AV     | MV     | BV     |
| -------------- | ---------- | ---------- | ---------- | ---------- | ---------- | ------ | ------ | ------ | ------ | ------ |
| J. Alajbeg     | 28         | 362        | 305        | 35         | 22         | 28     | 362    | 305    | 35     | 22     |
| F. Bulut       | 13         | 9          | 4          | 0          | 5          | 13     | 9      | 4      | 0      | 5      |
| C. Cihan       | 28         | 0          | 0          | 0          | 0          | 28     | 0      | 0      | 0      | 0      |
| E. Dağdelenler | 28         | 198        | 164        | 16         | 18         | 28     | 198    | 164    | 16     | 18     |
| G. Dal         | 27         | 236        | 150        | 57         | 29         | 27     | 236    | 150    | 57     | 29     |
| Z. Derinbay    | 17         | 4          | 1          | 0          | 3          | 17     | 4      | 1      | 0      | 3      |
| M. Diaconiţa   | 17         | 47         | 30         | 12         | 5          | 17     | 47     | 30     | 12     | 5      |
| R. Hood        | 28         | 425        | 359        | 40         | 26         | 28     | 425    | 359    | 40     | 26     |
| S. Karamuk     | 25         | 155        | 96         | 53         | 6          | 25     | 155    | 96     | 53     | 6      |
| S. Küçük       | 24         | 42         | 32         | 5          | 5          | 24     | 42     | 32     | 5      | 5      |
| E. Mandacı     | 1          | 0          | 0          | 0          | 0          | 1      | 0      | 0      | 0      | 0      |
| S. Toy         | 21         | 64         | 42         | 9          | 13         | 21     | 64     | 42     | 9      | 13     |
| B. Ünal        | 24         | 14         | 2          | 2          | 10         | 24     | 14     | 2      | 2      | 10     |
| S. Yılmaz      | 13         | 2          | 0          | 0          | 2          | 13     | 2      | 0      | 0      | 2      |
| B. Živković    | 27         | 136        | 75         | 32         | 29         | 27     | 136    | 75     | 32     | 29     |

P = presenze; PT = punti totali; AV = attacchi vincenti; MV = muri vincenti; BV = battute vincenti